# Leonardo Rodríguez
Leonardo Rodríguez (27 d'agost de 1966) és un exfutbolista argentí.

## Selecció de l'Argentina
Va formar part de l'equip argentí a la Copa del Món de 1994.